# PGC 1928180
LEDA/PGC 1928180 ist eine Elliptische Galaxie vom Hubble-Typ E0 im Sternbild Jagdhunde am Nordsternhimmel. Sie ist schätzungsweise 653 Millionen Lichtjahre von der Milchstraße entfernt  und hat einen Durchmesser von etwa 65.000 Lichtjahren. Vom Sonnensystem aus entfernt sich das Objekt mit einer errechneten Radialgeschwindigkeit von näherungsweise 14.600 Kilometern pro Sekunde.
Im selben Himmelsareal befinden sich unter anderem die Galaxien NGC 5131, IC 4238, IC 4239, PGC 1926456.